# 捷爾尼夫卡 (馬爾基夫卡區)
49°36′55″N 39°29′16″E / 49.61528°N 39.48778°E
泰爾尼夫卡（烏克蘭語：Тернівка）是位於烏克蘭東部的村莊，由盧甘斯克州舊比利斯克區的馬爾基夫卡市鎮負責管轄。該村始建於1732年，面積1.52平方公里，海拔高度168米，2001年人口271，人口密度每平方公里178.9人。